# Sminthurinus
Genre
Synonymes
- Smynthurella Houlbert, 1924
- Metakatianna Gisin, 1960

Sminthurinus est un genre de collemboles de la famille des Katiannidae.

## Liste des espèces
Selon Checklist of the Collembola of the World (version du 16 août 2019) :
- Sminthurinus albiceps (Schött, 1896)
- Sminthurinus albipes (Schött, 1896)
- Sminthurinus alpinus Gisin, 1953
- Sminthurinus antennalis (Rapoport, 1962)
- Sminthurinus atrapallidus Snider, 1978
- Sminthurinus aureus (Lubbock, 1862)
- Sminthurinus aureussetosus Bretfeld, 2002
- Sminthurinus australis Najt, 1973
- Sminthurinus bimaculatus Axelson, 1902
- Sminthurinus bisetosus Ellis, 1976
- Sminthurinus bullai Najt, 1972
- Sminthurinus cantonensis Rusek, 1971
- Sminthurinus castagninoi Najt, 1969
- Sminthurinus cingula Bagnall, 1932
- Sminthurinus cingulatus Bagnall, 1921
- Sminthurinus conchyliatus Snider, 1978
- Sminthurinus concolor (Meinert, 1896)
- Sminthurinus discordipes Salmon, 1949
- Sminthurinus dispar Babenko, 2007
- Sminthurinus distinctus Kang & Lee, 2005
- Sminthurinus domesticus Gisin, 1963
- Sminthurinus duplicatus Salmon, 1941
- Sminthurinus elegans (Fitch, 1862)
- Sminthurinus exiguus (Nicolet, 1847)
- Sminthurinus gamae Gisin, 1963
- Sminthurinus gisini da Gama, 1965
- Sminthurinus glaucus Salmon, 1943
- Sminthurinus gloriosus (Womersley, 1937)
- Sminthurinus granulatus Salmon, 1946
- Sminthurinus granulosus Enderlein, 1908
- Sminthurinus handschini Folsom, 1934
- Sminthurinus harryius Palacios-Vargas, 2017
- Sminthurinus henshawi (Folsom, 1896)
- Sminthurinus hygrophilus Bretfeld, 2000
- Sminthurinus igniceps (Reuter, 1881)
- Sminthurinus imperialis Palacios-Vargas, Hornung-Leoni & Garrido, 2012
- Sminthurinus inexcussus Najt & Rapoport, 1965
- Sminthurinus insularis Najt, 1972
- Sminthurinus jonesi Wise, 1970
- Sminthurinus kaha Christiansen & Bellinger, 1992
- Sminthurinus kerguelensis Salmon, 1964
- Sminthurinus latimaculosus Maynard, 1951
- Sminthurinus lawrencei Gisin, 1963
- Sminthurinus lichenatus Salmon, 1943
- Sminthurinus lineatus Bretfeld, 2000
- Sminthurinus maculosus Snider, 1978
- Sminthurinus mime Börner, 1907
- Sminthurinus minutus (MacGillivray, 1894)
- Sminthurinus modestus Yosii, 1970
- Sminthurinus molinai Arlé, 1940
- Sminthurinus mountfordi (Womersley, 1939)
- Sminthurinus muscophilus Salmon, 1946
- Sminthurinus niger (Lubbock, 1862)
- Sminthurinus nigrafuscus Salmon, 1941
- Sminthurinus nigrescens Schött, H, 1917
- Sminthurinus nunezi Rapoport, 1963
- Sminthurinus obscurus Salmon, 1944
- Sminthurinus oculatus Schött, 1917
- Sminthurinus oiskiyensis Bretfeld, 2010
- Sminthurinus operosus Najt & Rapoport, 1965
- Sminthurinus orientalis Stach, 1964
- Sminthurinus ovatulus (Koch & Berendt, 1854)
- Sminthurinus packardi Denis, 1933
- Sminthurinus pallescens Yosii, 1970
- Sminthurinus pallidus Womersley, 1931
- Sminthurinus patagonicus Najt, 1971
- Sminthurinus pekinensis Stach, 1964
- Sminthurinus planasiensis Dallai, 1969
- Sminthurinus proceraseta Salmon, 1946
- Sminthurinus pullus Bretfeld, 2000
- Sminthurinus quadratus Bretfel, 2000
- Sminthurinus quadrimaculatus (Ryder, 1878)
- Sminthurinus reticulatus Cassagnau, 1964
- Sminthurinus salti Delamare Deboutteville, 1953
- Sminthurinus sayi Denis, 1933
- Sminthurinus signatus (Krausbauer, 1898)
- Sminthurinus signifer (Fitch, 1862)
- Sminthurinus speciosus Yosii, 1970
- Sminthurinus splendidus (Womersley, 1933)
- Sminthurinus subalpinus Itoh, 2000
- Sminthurinus suborientalis Stach, 1965
- Sminthurinus timorensis Yoshii & Suhardjono, 1992
- Sminthurinus transversalis Axelson, 1905
- Sminthurinus tricolor Schött, 1917
- Sminthurinus trinotatus Axelson, 1905
- Sminthurinus tuberculatus Delamare Deboutteville & Massoud, 1963
- Sminthurinus tucumanensis Delamare Deboutteville & Massoud, 1963
- Sminthurinus tunicatus Salmon, 1954
- Sminthurinus victorius Nguyen, 2001
- Sminthurinus wakhanicus Yosii, 1966
- Sminthurinus woringeri (Delamare Deboutteville & Massoud, 1963)

## Publication originale
- Börner, 1901 : Zur Kenntnis der Apterygoten-Fauna von Bremen und der Nachbardistrikte. Beitrag zu einer Apterygoten-Fauna Mitteleuropas. Abhandlungen des Naturwissenschaftlichen Vereins zu Bremen, vol. 17, no 1, p. 1-140 (texte intégral).